# Сыруц, Шимон
Шимон Сыруц (1698 — 20 апреля 1774) — государственный деятель Великого княжества Литовского, обозный ковенский (с 1725), подстароста ковенский (с 1730), староста ковенский (1742—1765), мечник великий литовский (1750—1752) и каштелян витебский (1752—1774).

## Биография
Представитель литовского шляхетского рода Сыруц герба «Долива». Сын Юзефа Казимира Сыруца и Барбары Забелло.
С конца 1720-х годов Шимон Сыруц находился в антикоролевской оппозиции. Участвовал в срыве сейма 1729 года. Во время бескоролевья поддерживал кандидатуру Станислава Лещинского на трон Речи Посполитой. Был избран полковником Ковенского повета. После бегства Станислава Лещинского из Гданьска Шимон Сыруц выехал вслед за ним в Кенигсберг, где занимал должность королевского секретаря. После отказа Станислава Лещинского от польской короны выехал вместе с ним в Лотарингию, где занимал должность советника двора. Благодаря Сыруцу значительное количество молодых шляхтичей ВКЛ училась в рыцарской академии в Люневиле. Конфликт с французской администрацией из-за планов реформы управления Лотарингией вынудил Сыруца в конце 1738 года вернуться в Речь Посполитую.
В 1740 году Шимон Сыруц претендовал на должность ковенского маршалка, но отказался от должности в пользу Антония Забелло после заключения договора, по условиям которого они должны были по очереди управлять Ковенским сеймиком. В 1742 году он был избран депутатом Трибунала ВКЛ и стал писарем виленской каденции. Был настолько влиятельным, что планировал отстранить от власти маршалка Трибунала ВКЛ.
В июне 1742 года подканцлер ВКЛ Михаил Чарторыйский из книг меньшей канцелярии выдал Сыруцу привилегию на ковенское гродское староство. Сыруц принял должность, хотя знал, что одновременно с книг большой канцелярии выдан привилегию на ковенское староство Людвику Поцею. Сыруц опередил Поцея, 8 июня 1742 года он составил присягу на должность, а в июле 1742 года организовал съезд в старостве. Несмотря на усилия поддержавших Людвика Поцея Радзивиллов, Шимон Сыруц сохранил эту должность при помощи Сапег и Чарторыйских.
Шимон Сыруц избирался послом на сеймы в 1742, 1744, 1746, 1748, 1750 годах,, где проявил себя сторонником реформ программы государственных реформ Чарторыйских. Избран депутатом и маршалком Трибунала ВКЛ в 1752 году. Далее был сторонником Чарторыйских. Благодаря Сыруцу в 1756 году в Ковно один из лидеров «Фамилии» Ян Ежи Флеминг был избран депутатом Трибунала ВКЛ вместе с радзивилловском сторонником, писарем великим литовским Антонием Пацем. В конце сентября 1756 года он участвовал в съезде лидеров «фамилии» в Слониме, где обсуждалась возможность создания антикоролевской конфедерации. Благодаря Чарторийским, 10 марта 1757 года Шимон Сыруц получил российский орден Святого Александра Невского.
После разрыва Михала Антония Сапеги с князьями Чарторыйскими в 1758 году началось охлаждение отношений Сыруца с «Фамилией». В результате в 1761 году Сыруц перешел на сторону Радзивиллов и помог стать депутатом Трибунала ВКЛ на ковенском сеймике радзивилловскому стороннику на должность маршалка Трибунала ВКЛ Игнацы Пацу. При содействии Радзивиллов 3 августа 1761 году Шимон Сыруц получил орден Белого Орла.
Во время бескоролевья в 1764 году Сыруц перешел на сторону Чарторыйских, но не добился полного прощения. В 1767 году вернулся в круг приверженцев воеводы виленского Кароля Станислава Радзивилла, но тот потребовал расчета за держание в заставе Кейданской графства. Отныне Сыруц фактически отошел от политических дел.

## Брак
В 1747 году Шимон Сыруц женился на Петронелле Схоластике Володкович, вдове каштеляна мстиславского Юзефа Немировича-Щита (умер в 1745). Их брак был бездетным.